# Maks Kaśnikowski
Maks Kaśnikowski (Varsovia, 6 de julio de 2003) es un tenista profesional polaco.

## Vida personal
En enero de 2024, ganó su primer título Challenger con una victoria sobre el portugués Gastão Elias, convirtiéndose en el segundo campeón polaco más joven de la historia en ganar un título. Sólo Jerzy Janowicz, de 19 años, era más joven cuando ganó su título en Saint-Rémy-de-Provence, en 2010.

## Títulos ATP Challenger (2; 2+0)

### Individuales (2)
| N.° | Fecha               | Torneo               | Superficie    | Oponente en la final | Resultado        |
| --- | ------------------- | -------------------- | ------------- | -------------------- | ---------------- |
| 1.  | 7 de enero de 2024  | Challenger de Oeiras | Dura (i)      | Gastão Elias         | 7-6(1), 4-6, 6-3 |
| 2.  | 22 de junio de 2024 | Challenger de Poznań | Tierra batida | Camilo Ugo Carabelli | 3-6, 6-4, 6-3    |